# Michael Pitts
Michael Pitts (Lima, 31 de agosto de 1964) es un pastor, predicador y autor estadounidense con residencia en la ciudad de Toledo, Ohio. Es el pastor general fundador de la iglesia Cornerstone Church y supervisa a la Red Global Cornerstone, una red de más de 120 iglesias en Estados Unidos, México, Sudáfrica y Reino Unido. En el 2009 fue ordenado como obispo por parte de la Comunión Internacional de Iglesias Carismáticas. Es autor de varios libros, entre los que se encuentran Breaking Ungodly Soul Ties [Rompiendo las Ataduras de Impiedad en el Alma], Power Shifters [Agentes de Cambio de Poder], y Boundary Shifters [Agentes de Cambio de Límites].

## Inicio del Ministerio
Michael Pitts nació en la zona sur de la ciudad de Lima, Ohio, en el año de 1964; sus padres son Eugene y Brenda Pitts, ambos obreros en fábricas. Sus padres crecieron asistiendo de forma constante a la iglesia, y fueron llenos del Espíritu Santo hace muchos años. Brenda tocaba la guitarra y cantaba en la iglesia Quickstep Pentecostal Holiness Church en Alger, Ohio, en tanto que Eugene servía en diferentes áreas de gobierno de la iglesia. Desde pequeño, Michael tuvo conflictos con la fe inquebrantable e incuestionable de la iglesia de sus padres. Pronto este malhumorado joven se encontró a sí mismo frustrado con el mundo, pues carecía de la capacidad de formular preguntas sobre asuntos confusos que no tenían sentido.
A la edad de 14 años experimentó una fuerte sensación de la presencia de Dios, y tomó la decisión de seguir a Jesucristo durante la semana juvenil en la iglesia Faith Gospel Tabernacle en Lima, Ohio. Poco después se congregó en Mount Olivet Church of God in Christ, donde recibió el “bautismo del Espíritu Santo, y empezó a hablar en lenguas”. Fue durante estos dos diferentes momentos en su caminar de fe que comenzó a percibir un propósito claro: predicar a todos aquellos que escuchasen.
Pitts relata que perfeccionó sus habilidades al predicarle a “botellas de refresco” como si fuesen personas mientras trabajaba medio tiempo en una tienda de comestibles. Pasó muchos de sus años de adolescencia viajando de iglesia a iglesia pidiendo a los pastores de la localidad una oportunidad para predicar. Fue en una de estas reuniones de iglesia que, en el año de 1984 durante un servicio de avivamiento bajo una carpa en el poblado de Defiance, Ohio, que la joven Kathi Gamble acudió a escuchar la predicación de Pitts. Se conocieron, comenzaron a salir, y en 1985 Michael Pitts y Kathi Gamble contrajeron matrimonio en la ciudad natal de él, Lima, Ohio.
En junio de 1986, con un regalo de $1000 de sus padres, se mudaron a la ciudad de Toledo para abrir una iglesia pentecostés no denominacional llamada Cornerstone Church . La iglesia comenzó con una reunión al mes en jueves por la noche, en lo que entonces era el hotel Holiday Inn Reynolds Road. Se anunciaban en la estación de radio local de música góspel, y 18 personas asistieron la primera noche. No había un plan por escrito, tampoco un plan de alcance, y contaban con muy poco financiamiento externo. La visión original de Dios para la Iglesia, que les fue dada en 1984 – años antes de que se fundara dicha Iglesia – y que aún estaba escrito en papel, establece que “el plan es simplemente que Dios tenga una Iglesia que funcione bajo Su orden e inspiración divinos. Una Iglesia donde individuos de todas las razas, grupos étnicos y trasfondos religiosos puedan reunirse para adorar a Dios. Un lugar donde los pecadores encuentren gracia y aceptación, y donde sean desafiados a crecer. Un lugar donde aquellos que necesiten sanidad y liberación se encuentren con la presencia constante de Dios que cubra su necesidad. Un lugar de crecimiento – Un lugar feliz. Un faro para toda la ciudad. Ministrar al hombre de forma integral”.
Después de unos cuantos meses de éxito con las reuniones de jueves por la noche, decidieron comenzar con los servicios de fin de semana. El primer domingo, 35 personas llegaron al pequeño inmueble que antes ocupaba una tienda, y debido a su rápido crecimiento, se mudó en dos ocasiones durante sus primeros cuatro años de existencia. Primero, a una antigua oficina de seguros en Byrning Hill Plaza, donde la iglesia empezó a tener dos servicios dominicales matutinos. La Iglesia creció rápidamente y tuvo que mudarse de nuevo, esta vez a una bodega remodelada en Airport Highway. A la edad de 26 años, Pitts predicaba ya a una congregación de más de mil miembros cada semana . En 1995, Pitts y la Iglesia se mudaron una vez más al lugar que ocupan hasta el día de hoy, donde se remodeló un “enorme edificio que anteriormente fue una plaza comercial”. La Iglesia había invertido varios meses remodelando lo que antes era la tienda de saldos “Bud’s Deep Discount Store” para convertirla en un auditorio con capacidad de 2500 sillas, que incluía además modernas instalaciones para que más de 400 niños asistieran a los servicios cada semana . Para el año 2005, se convirtió en la iglesia más grande del noroeste del estado de Ohio, al contar con 4,000 miembros. Fue además la primera Iglesia con integración racial en la región, y Pitts atribuye dicho éxito al mensaje que predicaba: “la verdad. La verdad no es cultural, sino concreta. El Evangelio trasciende más allá de las razas… Como parte de un estereotipo, la Iglesia de personas de raza negra tiene al espíritu, mientras que la Iglesia de blancos tiene estructura. Mi anhelo era tomar lo mejor de ambas Iglesias y combinarlo”.
En 1998, la iglesia Cornerstone Church adquirió la estación de radio WDMN-AM, y la vendió en 2012 después de una década exitosa de transmitir música cristiana sana estilo góspel y también contemporánea .
En vez de asistir a un seminario o un colegio bíblico, Michael Pitts aprendió de forma autodidacta de cintas de audio, CD, libros y otros materiales que le han venido a mano a lo largo de sus años de pastorado. Durante una entrevista donde se le cuestionaba sobre sus calificaciones, respondió: “Escuché cuidadosamente cada una de las cintas, y cada cita bíblica que se mencionaba en ellas, y tuve oportunidad de transcribir esos audios a mano. Leí a San Agustín y a los padres de la iglesia oriental de esa forma. Y sigo aprendiendo hasta el día de hoy. Lo que me encanta de viajar es la oportunidad de leer. Llevo mi “bolsa de Biblia” conmigo en el avión. Otros pasajeros ven películas o duermen, en tanto que yo devoro el estudio teológico más reciente o preparó un sermón” .

## Ministerio
En octubre del 2009, Pitts fue establecido como Obispo por la Comunión Internacional de Iglesias Carismáticas, por supervisar la Red Global Cornerstone, una red en expansión que incluye más de 120 iglesias en todo el mundo . Para el año 2010, ya había publicado siete libros .
Pitts ha tenido tres mentores durante su tiempo en el ministerio. El primero de ellos fue Lester Sumrall, quien falleció en 1996. El siguiente fue Carlton Pearson, de quien Pitts se separó después de que Pearson comenzó a predicar una doctrina de inclusión (esto es, que todas las personas van al cielo). Su mentor actual es el Obispo T.D. Jakes, fundador y pastor principal de la iglesia The Potter's House Church, Dallas.
En el año 2015, comenzó a realizar servicios mensuales de avivamiento en la ciudad de San José, California, en una iglesia llamada Jubilee Christian Center. Pitts conoce al Pastor Dick Bernal desde que predicó por primera vez en su Conferencia Anual “Thunder in the Bay” (Trueno en la Bahía) en 1998 . La razón por la que viaja frecuentemente a California es la creencia de que la nación está absorbiendo y viviendo de nuevo la década de los 60, y al mismo tiempo anhela ir a la fuente geográfica de la revolución de las drogas y el sexo para ayudar a encabezar un avivamiento cristiano. Ahí, como en muchos otros lugares, reúne a grandes multitudes .

## Filantropía

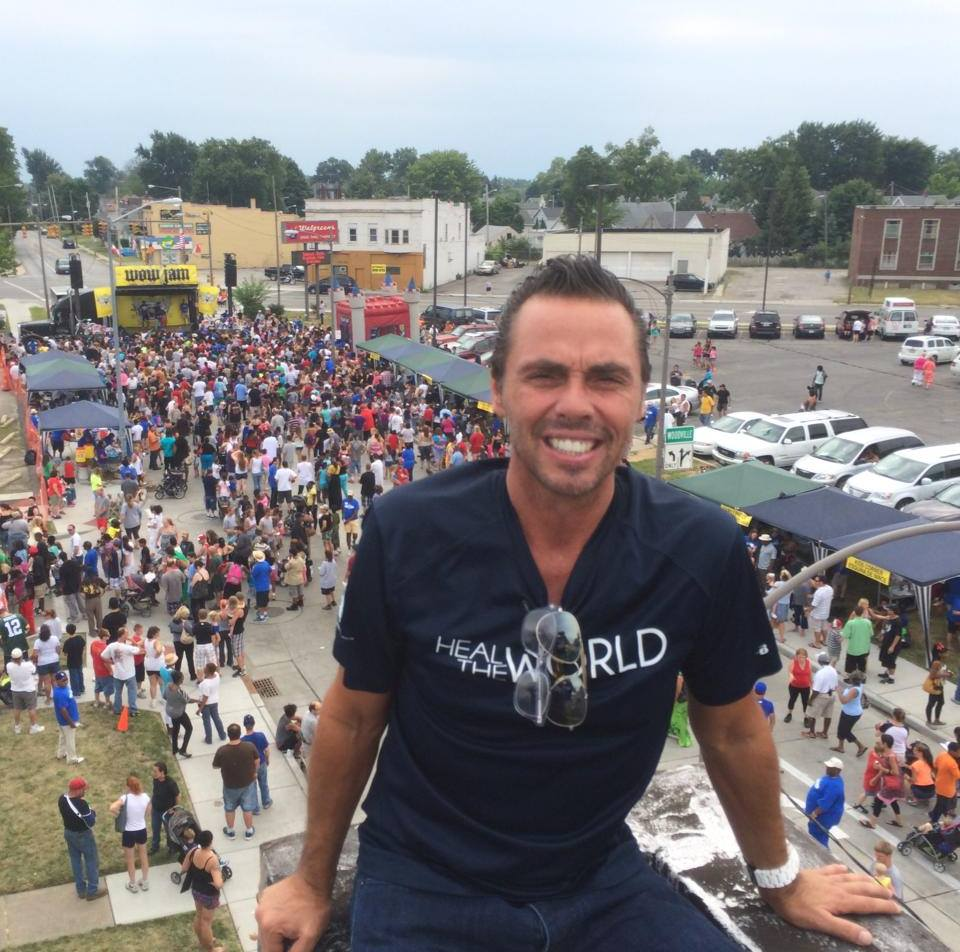
Michael Pitts en el WOWJAM 2014

Pitts es el fundador de “Heal The World” (Sana la Tierra), una organización sin fines de lucro registrada de conformidad con el artículo 501(c)3 de la legislación fiscal de Estados Unidos. El nombre de la organización proviene del versículo ubicado en el libro de Apocalipsis 22:2 en la Biblia. Entre sus servicios se encuentran el pago de las cenas de Día de Gracias en un comedor comunitario , recolectar Biblias para los soldados estadounidenses , la asociación con Mercy Ministries , ser anfitriones del coro African Children's Choir , apoyar a la Dra. Patricia Bailey-Jones quien ministra a través de Master's Touch Ministry Global , y dirigir un ministerio en cárceles que ha alcanzado a miles de hombres en los Centros Correccionales del Noroeste de Ohio.
Su perspectiva hacia las obras de caridad es “totalmente pragmática”, por lo que busca buenas organizaciones no lucrativas en su localidad y fuera de ella, y respalda su labor ya consolidada en vez de reinventar la rueda y crear organizaciones de caridad propias. Este enfoque hacia el sector humanitario le permite tener una efectividad en aumento, ya que un gran porcentaje de los donativos llegan a su meta final, en vez de ser usados para cubrir gastos generales .
En los últimos 20 años, Pitts se ha asociado o ha organizado eventos llamados WOWJAM, un ministerio que comenzaron Stephen y Linda Tavani que busca alcanzar a las comunidades de menos recursos en la ciudad utilizando música, juegos, baile y premios . Más de 10 mil personas han asistido a los WOWJAM a lo largo de estos años. 
Derivado de sus esfuerzos filantrópicos, Pitts ha viajado a muchos lugares en zonas afectadas por desastres naturales y a África. En el 2010, un equipo se trasladó a Haití como respuesta al devastador terremoto que ocurrió en dicha isla, con el propósito de ayudar en la reconstrucción de casas. Heal The World también sostiene a la escuela Cornerstone Academy, ganadora de premios y ubicada en la villa de Odokono N'kwanta, Ghana, además de construir el pozo que proporciona agua fresca a dicha región .
En diciembre de 2015, Pitts lanzó el álbum Heal The World, que fue diseñado para enviar un mensaje bueno a un mundo que parece promover solamente su dolor y mal funcionamiento. Este álbum reunió a muchos amigos en el ministerio, y contiene canciones de diversos géneros escritas en colaboración con Pitts.  Participaron en ello el seis veces ganador del Grammy Israel Houghton, Sheryl Brady, The Katinas, Lucia Parker, Linda Green (de Peaches & Herb), Bryan Popin, y muchos más .
Como resultado de una reunión con el Alcalde de Toledo Paula Hicks-Hudson a inicios del 2016, Pitts supo que muchas albercas de la ciudad habían estado cerradas los tres veranos anteriores debido a la falta de fondos para su mantenimiento. Esta conversación coincidió con la publicación del presupuesto anual 2016 para la ciudad, y la confirmación de que seis piscinas permanecerían cerradas si no contaban con apoyo y patrocinio de terceros. Como resultado de ello, en la primavera de ese año Pitts se comprometió a donar $52,000 para abrir la Piscina Navarre, ubicada en la zona este de Toledo, de parte de la Iglesia Cornerstone. Dicha alberca se encuentra a unas cuantas calles del campus Eastwood de Cornerstone, en el este de la ciudad de Toledo . Además de abrir la piscina, Cornerstone proporcionó fondos para abrir el Chapoteadero del parque Savage Park en el centro de la ciudad. Tanto la piscina como el chapoteadero fueron reabiertos con la intención de llevar a cabo programas y actividades de verano, así como agregar lugares para la alianza del Programa de Alimentos de Verano .

## Vida personal

### Familia

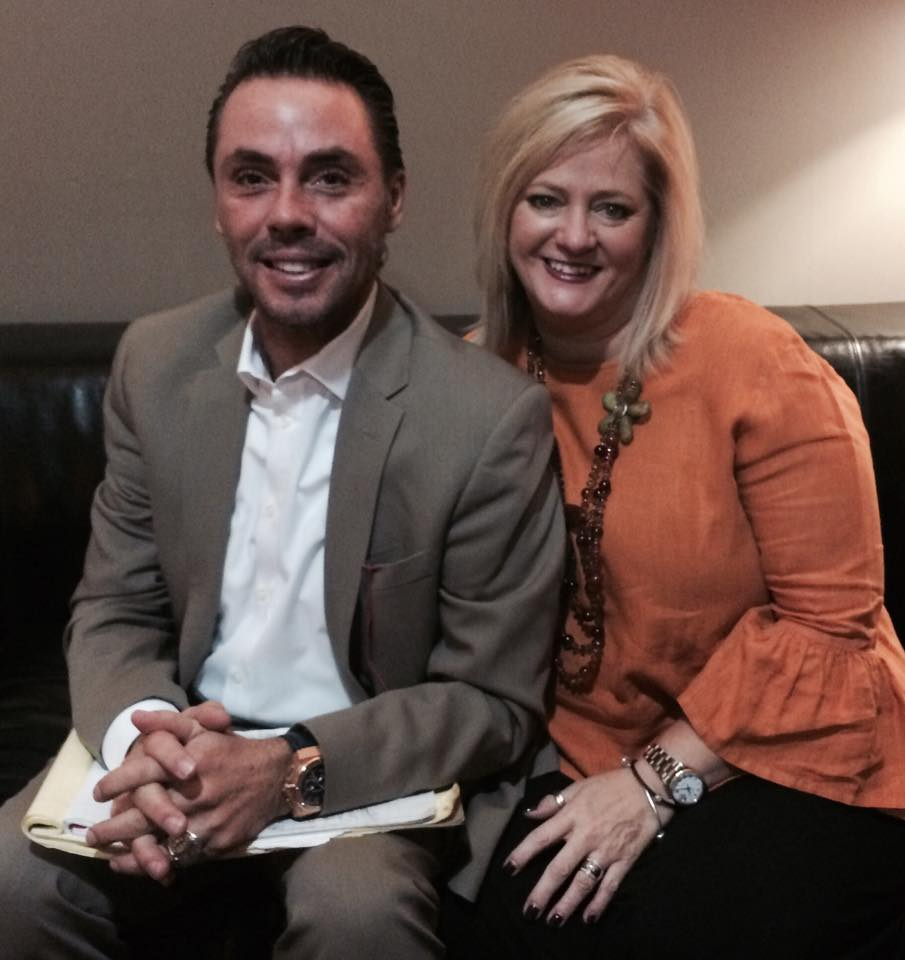
Michael and Kathi Pitts

Michael es el segundo de cuatro hijos de Eugene y Brenda Pitts. Él y sus hermanos nacieron en Lima, Ohio. Su esposa Kathi es la menor de los dos hijos de Jack y Janette Gamble; Kathi y su hermano nacieron en Bryan, Ohio, y vivieron muchos años en Colorado antes de regresar a Ohio.
Michael y Kathi tienen dos hijos adultos y un nieto, nacido en 2015. Sus dos hijos nacieron en sus primeros años de ministerio en la iglesia Cornerstone Church. Meredith es la primogénita (casada con Philip), y el segundo es Stephen (casado con Rosie Joy). Philip y Meredith viven en la ciudad de Toledo y están involucrados en el ministerio en Cornerstone Church, y son padres de Theodore Brave. Stephen y Rosie viven en Sídney, Australia, donde se conocieron, y ambos siguen su carrera musical.

### Juicios
A finales de la década de los 90, Pitts fue arrestado por acusaciones de exhibicionismo y allanamiento. Fue absuelto de forma definitiva de todos los cargos de exhibicionismo. Su defensa incluyó diversas coartadas y la prescripción de la falta. Pitts no se opuso a los cargos de allanamiento.
Los sucesos comenzaron el 18 de septiembre de 1997, cuando Pitts fue arrestado por supuesto exhibicionismo a los automovilistas que circulaban cerca del parque Oak Openings Metropark en Swanton, Ohio. Durante los siguientes meses, y después de una gran cobertura de los medios, se agregaron ubicaciones en Wauseon, Toledo y Maumee. La acusación de indecencia pública fue retirada el 15 de enero de 1998 cuando el Juez Francis Gorman de la Corte Municipal de Toledo declaró que había operado la prescripción para el evento que habría ocurrido supuestamente dos años antes.
Poco después, los cargos en Wauseon fueron retirados debido a que Pitts probó sus coartadas. El 3 de abril de 1998, los ocho cargos de exhibicionismo restantes fueron retirados debido a “consideraciones sustanciales de evidencia” cuando la defensa de Pitts demostró que él no se encontraba en el país cuando ocurrieron los supuestos eventos. Pitts expresó su “no oposición” a los dos cargos de allanamiento que ocurrieron mientras se ejercitaba en el Metropark fuera de los horarios de operación, por lo que pagó una multa de $500 dólares y fue sentenciado a 14 días de arresto domiciliario.
Posterior al juicio, Russel Maneval, guardabosques de los parques Metroparks, fue suspendido por 60 días por los parques Metroparks del Área de Toledo por falsificar información en las bitácoras policiacas del caso de Toledo. Su reporte indicaba que se había encontrado cara a cara con Pitts el día en que ocurrieron los sucesos, no obstante, en el juicio se mostró evidencia de que Pitts se encontraba en la ciudad de Lima, Ohio, a más de 160 kilómetros de distancia .
En el otoño de 1997 se presentaron nuevas posibilidades para Pitts con la propuesta de invertir en la primera estación de televisión privada en la ciudad de Toledo. WMNT-TV, Canal 48, apenas se había mantenido a flote durante su primer año de transmisiones desde inicios de 196, y se pidió a la iglesia Cornerstone que ayudara a cubrir los gastos generales. Durante los siguientes ocho años, la iglesia invirtió $800,000 en la estación, adquiriendo eventualmente 37% de las acciones. Posteriormente, en 2005, la iglesia solicitó una orden de restricción para detener el intento ilegal de venta por parte de su entonces propietario, Lamaree Marty Miller. Esto dio lugar a una serie de juicios que incluyeron el descubrimiento de actividades ilegales y fraude cometidos por el Sr. Miller. En 2007, la iglesia rompió toda relación con Miller, quien después se declaró en bancarrota y se mudó a otro lugar .
En 1998, la iglesia Cornerstone Church adquirió una de las últimas estaciones de radio de música góspel en Toledo. Inmediatamente después de esa compra, muchos pastores de la zona se quejaron de que sus participaciones habían sido eliminadas de la programación habitual. La respuesta de Pitts al respecto fue que, de acuerdo con los términos de compra, todos los programas habían sido cometidos a evaluación y aquellos que desearan seguir al aire podían solicitar su reprogramación .
En agosto del 2000, Pitts fue detenido por la policía e inmediatamente acusado de manejar bajo los efectos del alcohol. Declaró su “no oposición” a los cargos y fue sentenciado a tres días en un programa de prevención de uso del alcohol al manejar para personas que habían cometido el delito por primera vez . Seis años después, Pitts fue detenido para realizar una inspección vehicular. El oficial dijo que había olido alcohol y se llevó a Pitts bajo custodia. El alcoholímetro que se utilizó en el retén no funcionaba, por lo que los oficiales pidieron a Pitts que les proporcionara una muestra de orina que fue enviada a Columbus para su análisis. Los resultados confirmaron que había rebasado el límite legal. Una vez más Pitts no se opuso a los cargos y el Juez lo sentenció a pasar 9 días en el Centro Correccional del Noroeste de Ohio, pagar una multa de $300 y la suspensión de su licencia de conducir por un año, con efectos a partir de abril del 2007 .